# موش کور کیسه‌دار
موش کور کیسه‌دار جانوری کوچک است که دارای پوستی نرم و ابریشمی است، این پوست زیبا درخششی مخملی دارد که رنگ آن از زرد روشن است تا زرد طلایی کیسه این جانور رو به بالا است تا خاک در آن وارد نشود. خوراک این جانور را کرمهای خاکی و حشرات تشکیل می‌دهند.